# Contea autonoma yao di Hekou
La contea autonoma yao di Hekou (河口瑶族自治县S, Hékǒu Yáozú ZìzhìxiànP) è una contea della Cina, situata nella provincia di Yunnan e amministrata dalla prefettura autonoma hani e yi di Honghe.